# Liste der Monuments historiques in Chambornay-lès-Bellevaux
Die Liste der Monuments historiques in Chambornay-lès-Bellevaux führt die Monuments historiques in der französischen Gemeinde Chambornay-lès-Bellevaux auf.

## Liste der Immobilien
| Bezeichnung       | Beschreibung                    | Standort                                     | Kennzeichnung | Schutzstatus | Datum | Bild           |
| ----------------- | ------------------------------- | -------------------------------------------- | ------------- | ------------ | ----- | -------------- |
| Kapelle St-Justin | vor 1140 erbaut (Ersterwähnung) | westlich des Ortes (Rue Saint-Justin) (Lage) | PA70000062    | Inscrit      | 2003  | weitere Bilder |

## Liste der Objekte
| Bezeichnung                            | Beschreibung                                                                          | Standort                        | Kennzeichnung | Schutzstatus | Datum | Bild |
| -------------------------------------- | ------------------------------------------------------------------------------------- | ------------------------------- | ------------- | ------------ | ----- | ---- |
| Altarplatte                            | Stein, 11. Jahrhundert                                                                | in der Kirche St-Germain (Lage) | PM70000240    | Classé       | 1910  |      |
| Pietà                                  | Holz, farbig gefasst, 16. Jahrhundert                                                 | in der Kirche St-Germain (Lage) | PM70000241    | Classé       | 1960  |      |
| Reliquiar                              | Silber, bezeichnet 1632                                                               | in der Kirche St-Germain (Lage) | PM70000242    | Classé       | 1960  |      |
| Zwei Dalmatiken                        | Seide, bestickt, 18. Jahrhundert                                                      | in der Kirche St-Germain (Lage) | PM70000243    | Classé       | 1960  |      |
| Kelch                                  | Silber, vergoldet, 18. Jahrhundert                                                    | in der Kirche St-Germain (Lage) | PM70000244    | Classé       | 1960  |      |
| Kelch                                  | Glas, Ende des 18. Jahrhunderts                                                       | in der Kirche St-Germain (Lage) | PM70000245    | Classé       | 1960  |      |
| Retabel des Hauptaltars                | Holz, farbig gefasst und vergoldet, 16. Jahrhundert                                   | in der Kirche St-Germain (Lage) | PM70004027    | Inscrit      | 2023  |      |
| Gemälde Heilige Katharina von Siena    | Ölfarbe auf Leinwand, vergoldeter Holzrahmen, 18. Jahrhundert                         | in der Kirche St-Germain (Lage) | PM70002247    | Inscrit      | 1996  |      |
| Tabernakel des Hauptaltars             | mit Altarleuchtern; Holz, vergoldet, 18. Jahrhundert                                  | in der Kirche St-Germain (Lage) | PM70002245    | Inscrit      | 1996  |      |
| Kommunionbank                          | Schmiedeeisen, bezeichnet 1750                                                        | in der Kirche St-Germain (Lage) | PM70002244    | Inscrit      | 1996  |      |
| Skulptur Heiliger Peter von Tarentaise | Holz, 16. Jahrhundert                                                                 | in der Kirche St-Germain (Lage) | PM70000246    | Classé       | 1970  |      |
| Skulptur Madonna mit Kind              | Holz, farbig gefasst, 16. Jahrhundert; in der Kirche St-Germain deponiert             | in der Kapelle St-Justin (Lage) | PM70000247    | Classé       | 1960  |      |
| Skulptur Petrus                        | Holz, farbig gefasst, Ende des 15. Jahrhunderts; in der Kirche St-Germain deponiert   | in der Kapelle St-Justin (Lage) | PM70000248    | Classé       | 1960  |      |
| Skulptur Mater dolorosa                | Holz, farbig gefasst, Anfang des 17. Jahrhunderts; in der Kirche St-Germain deponiert | in der Kapelle St-Justin (Lage) | PM70000249    | Classé       | 1960  |      |
| Skulptur Johannes Evangelist           | Holz, farbig gefasst, Anfang des 17. Jahrhunderts; in der Kirche St-Germain deponiert | in der Kapelle St-Justin (Lage) | PM70000250    | Classé       | 1960  |      |
| Kanzel                                 | Holz, 18. Jahrhundert                                                                 | in der Kirche St-Germain (Lage) | PM70002243    | Inscrit      | 1996  |      |
| Vier Reliquiare                        | Holz, vergoldet, 18. Jahrhundert                                                      | in der Kirche St-Germain (Lage) | PM70002246    | Inscrit      | 1996  |      |